# Histon (eiwit)
Histonen zijn specifieke eiwitten die samen met het DNA in de celkern het chromatine vormen.
Histonen dienen als bouwsteen voor de nucleosomen, die het DNA dragen. Acht histonen (octomeer van histonen) vormen een eiwitbolletje, dat een kern vormt waar omheen het lange DNA-molecuul is gewonden. Ze spelen een belangrijke rol bij het samentrekken (condenseren) van het DNA tijdens de celkern-deling. Heterochromatine is DNA dat rijk is aan histonen, terwijl euchromatine arm is aan histonen. In spermacellen zijn bijna alle histonen vervangen door protamine.

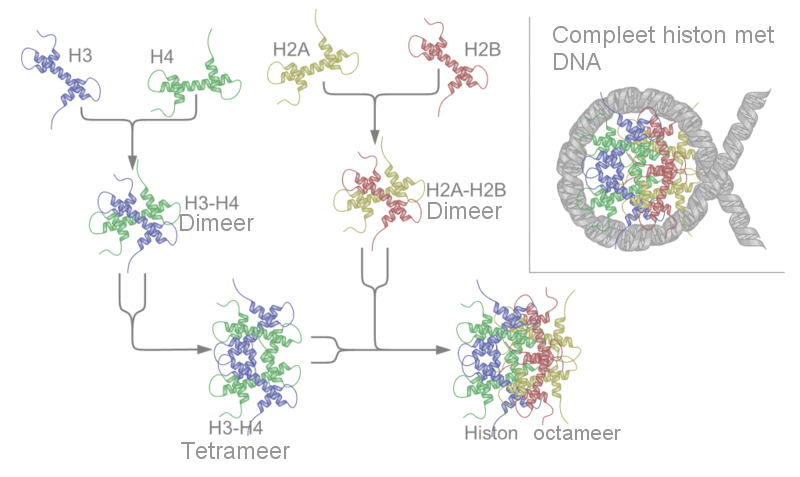
Opbouw van een nucleosoom uit histonen
De opbouw is onvolledig weergegeven

## Opbouw en varianten
Histonen bestaan uit vier verschillende eiwitten. H3 en H4 vormen samen een dimeer en zo ook H2A en H2B. Uit twee H3-H4 dimeren wordt een H3-H4 tetrameer gevormd. Hieraan binden vervolgens twee H2A-H2B dimeren. Deze acht eiwitten vormen zo samen een octameer.

Ieder eiwit heeft een unieke functie in een bepaald organisme. Van H2A en H3 zijn varianten ontdekt die ieder unieke functies hebben.

### H3 varianten

#### H3.3
H3.3 komt in grotere mate voor in euchromatine en dus op actieve genen. Iedere keer dat een gen wordt afgeschreven (transcriptie) zal H3.3 ingebouwd worden in de histonen van het gen. Naarmate een cel ouder wordt, zal er meer H3.3 in haar chromatine aanwezig zijn.

#### CENH3
CENH3 varianten zijn vooral aanwezig op het DNA van de centromeer en verrichten de assemblage van de kinetochore.

### H2A varianten

#### H2A-Bbd
H2A-Bbd komt slechts 48% overeen met de aminozuurvolgorde van canoniek H2A en er slechts weinig van bekend. Omdat het niet voorkomt op het inactieve X-chromosoom en meer aanwezig is in de histonen van actieve genen wordt er gedacht dat het een rol heeft in transcriptie-activatie.

#### MacroH2A
MacroH2A speelt een grote rol bij de inactivatie van genen. Het komt vooral voor op het inactieve X-chromosoom.

#### H2A.Z
H2A.Z komt 60% overeen met canoniek H2A. H2A.Z nucleosomen zijn erg instabiel als gevolg van de zwakkere binding tussen H2A.Z en de H3-H4 tetrameer.
In gist is H2A.Z aanwezig op de promotor van zowel actieve als inactieve genen. Daarom is het onduidelijk of het de gen transcriptie activeert of juist inactiveert. H2A.Z nucleosomen zijn aanwezig op telomeren en dienen als een soort dam tegen verspreiding van heterochromatine.
In kippen komen H2A.Z nucleosomen vooral voor op de promotors van actieve genen. Waarschijnlijk is de functie van het eiwit hier activatie van transcriptie. Als het gen voor H2A.Z uitgeschakeld wordt, is het organisme niet levensvatbaar.
In zoogdieren is een inactief H2A.Z gen dodelijk. Het heeft waarschijnlijk per weefsel een andere functie en speelt misschien een rol in chromosoomsegregatie.

#### H2A.X
H2A.X speelt een grote rol in de reparatie van dubbelstrengs DNA-breuken.

#### HP1
Er bestaat een eiwit dat ook vaak tot de histoneiwitten wordt gerekend: HP1. Dit eiwit bindt vaak aan gemethyleerd DNA en dit leidt er uiteindelijk toe dat het omliggende DNA ook gemethyleerd wordt en HP1 bindt. Doordat er een coat van HP1 op het DNA komt te zitten zou er geen RNA-polymerase meer aan het DNA kunnen binden en kan er geen transcriptie meer plaatsvinden. Dit lijkt echter niet te kloppen omdat op 3/4 van de genen waar HP1 aan gebonden is wel transcriptie kan plaatsvinden. Wel wordt aangenomen dat HP1 een rol speelt bij het verder condenseren van het nucleosoom. Het zet aan tot een staat van supercoiled.

### Histoncode
Histonen bevatten gedeelten die gemodificeerd kunnen worden (methylering, acetylering), waardoor de associatie tussen de DNA en de eiwitten wordt versterkt of verzwakt). Het patroon van deze modificaties wordt de histoncode genoemd. Bekendste modificaties worden hieronder besproken:
De volgende modificaties leiden tot de vorming van euchromatine:
- Di- of trimethylering van H3K4 (een lysine op de vierde positie van het H3 eiwit)
- Acetylering van H3 of H4

De volgende modificaties leiden tot de vorming van heterochromatine:
- Di- of trimethylering van H3K27, deze modificatie is betrokken bij homeotische silencing en de inactivatie van het inactieve X-chromosoom. Deze modificatie wordt tot stand gebracht door de chromatine remodeler EZH2.
- Methylering van H3K9, deze en volgende modificatie worden tot stand gebracht door SUV39.
- Trimethylering van H3K9, deze modificatie is vooral betrokken bij de vorming van het heterochromatine van de centromeer.
- Methylering van H4K20.

### Microfibril
De volgende organisatie graad is de 30 nm microfibril-winding, vanaf waar het niet meer mogelijk is het DNA direct te lezen. Het moet eerst uit elkaar gehaald worden om de transcriptie-initiatie te gaan uitvoeren (de oprolling verloopt nog verder, o.a. via een nuclear scaffold en uiteindelijk zoals ze door de microscoop te zien zijn, de chromosomen).

## Signalering in kern
In de kern zit het DNA dus opgerold in deze histonen en zo verder en waarschijnlijk zit er na een bepaald stukje chromatine telkens een lus die functioneert als een soort adres voor de rest van het strak opgerolde DNA. De herkenning van zo'n lus gaat dan via een eiwit en dat geeft vervolgens een signaal aan de cel af welke deel van het DNA ontwonden moet worden bij welke lus.

## Evolutie
Histonen hebben in de loop van de evolutie betrekkelijk weinig veranderingen ondergaan. De aminozuursamenstelling van histonen van zeer ver verwante soorten, zoals de koe en de erwt, vertoont maar minimale verschillen.
Er zijn echter wel verschillen. De H2A varianten H2A.Z en H2A.X komen in alle eukaryoten aanwezig, terwijl de varianten MacroH2A en H2A-Bbd specifiek voor vertebraten zijn.